# Журавлівка (Сімферопольський район)
Журавлі́вка (до 1948 року — Мінлєрчі́к; крим. Miñlerçik) — село Сімферопольського району Автономної Республіки Крим.
Відстань від райцентру до населеного пункта становить 27 кілометрів по прямій.